# Flocke
Flocke (flɔkə, «copo» en alemán) es un cachorro hembra de oso polar nacido en cautividad en el zoológico de Núremberg el 11 de noviembre de 2007. Pocas semanas después de su nacimiento, se le apartó de su madre ante cierta preocupación por su seguridad. A pesar de que el zoo había establecido una estricta política de no interferencia con sus animales, el equipo del zoo prefirió criar al cachorro ellos mismos. Esta decisión se produjo en un momento en que el zoo recibía una atención negativa por parte de los medios de comunicación, después que supuestamente, otra osa polar se comiese sus cachorros recién nacidos.
De manera similar a la excitación suscitada por Knut, un oso polar nacido en cautividad y criado por los trabajadores del Jardín Zoológico de Berlín, Flocke pasó rápidamente a ser una sensación mediática. Su recinto fue rápidamente una atracción popular turística después de su presentación al público el 8 de abril de 2008. Su nombre fue inscrito como marca registrada y su imagen apareció en juguetes y en publicidad por todos lados de la ciudad. El zoo anunció en mayo de 2008 que el jefe del Programa de las Naciones Unidas para el Medio Ambiente, Achim Steiner, era el padrino oficial de Flocke; el programa espera utilizar a Flocke como embajadora para extender la conciencia del cambio climático. Una semana después de la introducción de un oso nacido en Rusia llamado Rasputín en el recinto de Flocke, en octubre de 2009 se anunció que ambos osos serían transferidos a Marineland en Antibes, al sur de Francia.

## Infancia y controversia

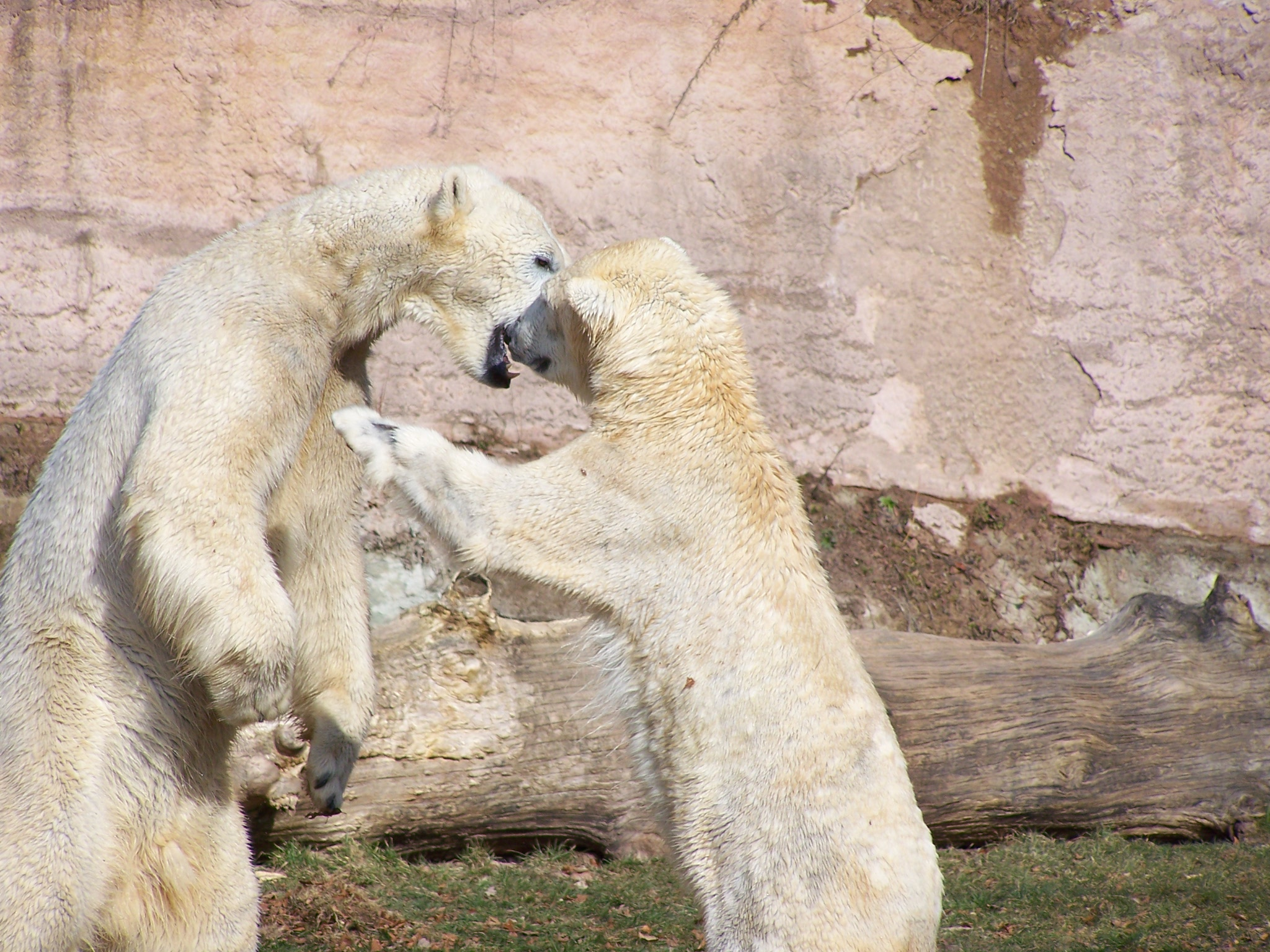
Los progenitores de Flocke, Félix y Vera.

Flocke nació en el zoológico de Núremberg el 11 de diciembre del 2007, hija de Vera (nacida en 2002 en Moscú) y Félix (nacido el 2001) en Viena. Otro oso polar hembra de Núremberg, Vilma, dio a luz por ese mismo tiempo, a lo que los empleados creían que eran dos cachorros, los trabajadores del zoo, implantaron una estricta política de no interferencia, y no fueron capaces de determinar exactamente cuantos cachorros habían nacido. Se comentaba que el zoo no deseaba crear un circo mediático similar como el que rodeaba a Knut, el oso polar huérfano del zoo de Berlín, que había sido una celebridad internacional el año anterior. Días después que el zoo reafirmase su política de interferencia, el diario Bild publicó un artículo con el titular: «¿Por qué nadie salva los hermosos bebés Knuts del zoo de Núrember?».
A principios de enero, Vilma parecía nerviosa, y rascaba agitadamente su caja de comida, y no había ningún indicio de sus crías. Se cree que se las debió de comer; cuando se le hizo la pregunta del por qué al director del zoo de Núremberg, Dag Encke declaró que podrían haber estado enfermos, una circunstancia en la que los osos polares salvajes muy a menudo se comen sus crías. Rápidamente, el zoo se tuvo que enfrentar a duras críticas de toda Alemania y de los medios globales  por haber permitido aparentemente que los cachorros muriesen. El director de la Sociedad para la Protección de los Animales de Alemania dijo que el zoo había actuado de manera irresponsable y que «era la responsabilidad ética de la dirección dar a los cachorros de oso polar la oportunidad de vivir. Utilizar el argumento «la naturaleza es así» como excusa por haber intervenido demasiado tarde es cínico e inadecuado». Grupos de visitantes enfurecidos se reunían delante del recinto del oso polar y gritaban rabenmutter (madre malvada) cada vez que Vilma hacía una aparición.
Mientras, la osa Vera era vista saliendo de su cueva por primera vez; su único cachorro, aún indefenso en su tierna edad de cuatro semanas, parecía gozar de  una buena salud. Un par de días después de la reacción de los medios por la desaparición de las crías de Vilma, Vera empezó a hacer cosas extrañas, como por ejemplo a llevar a su cachorro (que entonces aún no tenía nombre) de un lado a otro del recinto y dejándolo caer repetidamente al duro suelo como una piedra. Preocupados por la seguridad del cachorro, el zoo de Núremberg, tomó la polémica decisión de quitárselo a la madre y criarlo por los cuidadores del zoo.

## Fama

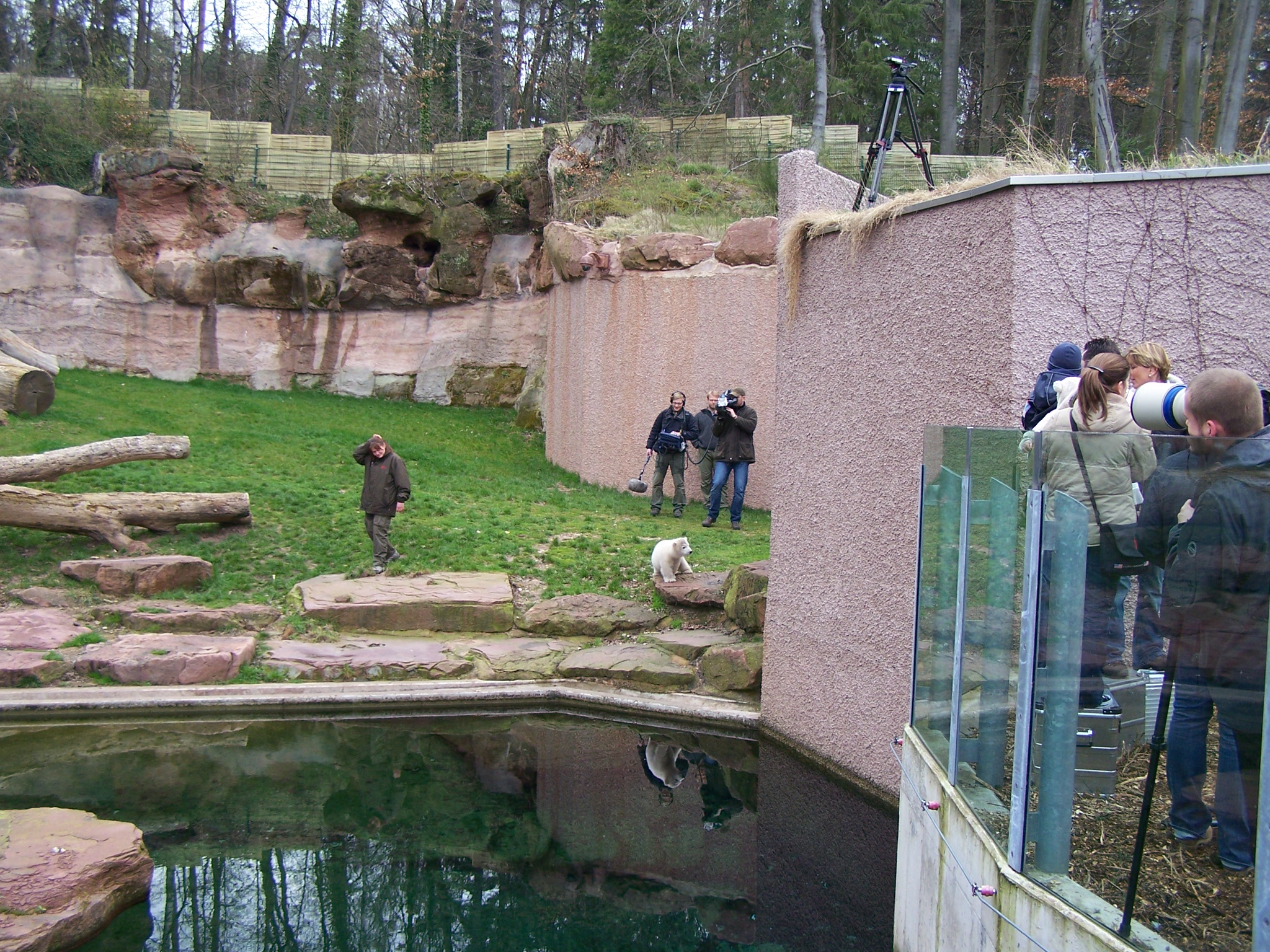
Periodistas y visitantes miran como Flocke juega en su recinto.

Menos de una semana después de que el cachorro de Vera fuese retirado del recinto del oso polar, el zoo le dedicó una página web. Ofrecía noticias frecuentes sobre su salud y desarrollo, así como fotografías y vídeos exclusivos. Por medio de esta página web, el zoo también celebró un concurso en el que los fanes podían votar el nombre del cachorro. El nombre oficial fue anunciado el 18 de enero de 2008 por Ulrich Maly, alcalde de Núremberg, y trasmitido en directo por la televisión. A pesar del enorme número de sugerencias enviadas por correo electrónico desde todo el mundo (incluyendo stella, Knutschi, Sissi y Yuki Chan), el zoo la bautiza oficialmente como Flocke, que en alemán significa «copo de nieve». Flocke, utilizado ampliamente por los medios, era el sobrenombre que le habían dado desde el principio los empleados del zoo a causa de su pelaje blanco.
El crecimiento de Flocke fue seguido bien de cerca los medios periodísticos. Cuatro empleados del zoo se alternaban para alimentar al cachorro con 140 milímetros de leche artificial cada cuatro horas, y la noticia que había abierto los ojos por primera vez ocupó las portadas unos días antes de que fuera bautizada oficialmente. A la edad de cinco semanas, a Flocke se le refería como la «Señora Knut», sugiriendo que los dos osos polares nacidos en Alemania podrían ser una pareja cuando madurasen.
El 8 de abril de 2008, Flocke hizo su primera aparición pública en el recinto del oso polar que antes había sido la casa de Vilma; ésta había estado transferida a otro zoo. El cachorro, de cuatro meses de edad, fue recibido el primer día por más de 160 periodistas y media docena de equipos de cámara internacionales. Durante la primera semana, Flocke fue exhibida a intervalos cortos con pausas al mediodía. Esperándose alrededor de veinte mil visitantes, el zoo construyó una plataforma de observación capaz de albergar quinientas personas a la vez delante del recinto, pero las visitas del público fueron menos de las que se esperaba. El zoo utiliza un sistema de transmisión de vídeo y de registro de Bosch Security Systems para transmitir imágenes de calidad aptas para la TV del cachorro a un par de pantallas gigantes de 46 pulgadas. Este sistema, que incluye una cámara en el exterior del recinto, fue implantado para ayudar al zoo a responder a la demanda de los visitantes que querían ver a Flocke.
Poco después de su debut, Flocke se encontró en el centro de una polémica cuando el destacado conservador de los animales Jürgen Ortmüller, presidente del Fórum para la Protección de las Ballenas y los Delfines, contrató un abogado para frenar la explotación del cachorro de oso polar por parte del zoo de Núremberg. Afirmó que la exposición de Flocke al público tendría efectos perjudiciales y que al zoo sólo le interesaba ganar dinero, Ortmüller contrató el eminente abogado Ralf Bossi para llevarlos a los tribunales.

## Márqueting y derechos de marca
Después que Flocke fuese rescatada en enero, la ciudad se aseguró los derechos de marca de su nombre. Posteriormente, el zoo lanzó un logo oficial. Flocke formó parte de una importante campaña de publicidad en Núremberg cuando se la mostraba con la frase Knut war gestern («Knut es cosa de ayer») en carteles de la región metropolitana de la ciudad. Estos carteles fueron colocados en numerosas paradas de autobús y estaciones de tren por toda la ciudad.
Nombrada «fiebre Flocke» por la prensa (de manera similar a la «Knutmanía» del año anterior), la popularidad del cachorro se disparó a principios de 2008. Su imagen ha sido utilizada en juegos, diarios, peluches, DVD, postales y otros artículos. El primer producto lanzado, un juego de mesa basado en Flocke y que fue puesto a la venta en febrero, fue fabricado por la marca de Fürth Noris-Spiele, parte de Georg Reulein GmbH & Co. KG. La conocida empresa de juguetes  Steiff empezó a vender una serie de peluches de Flocke a partir del mes de mayo siguiente. Actualmente, los ingresos derivados de estos productos se destinan al zoo y a programas de supervivencia de especies.

## Publicidad posterior
En abril de 2008, el zoo redujo la interacción de los humanos con el cachorro, con la esperanza que un día pueda coexistir con miembros de su misma especie y no dependa de los humanos. Flocke pasó a ser más independiente de sus cuidadores, y muchas veces se la veía feliz a ella sola. Se le dio un muñeco de plástico, parecido al chupete de un bebé, atado a las barras del interior de la puerta de su establo, para que lo chupase mientras reposaba. Estos chupetes hicieron que la nariz del cachorro pareciese torcido; su hocico conservaba esta forma durante un tiempo antes de volver a su estado normal.

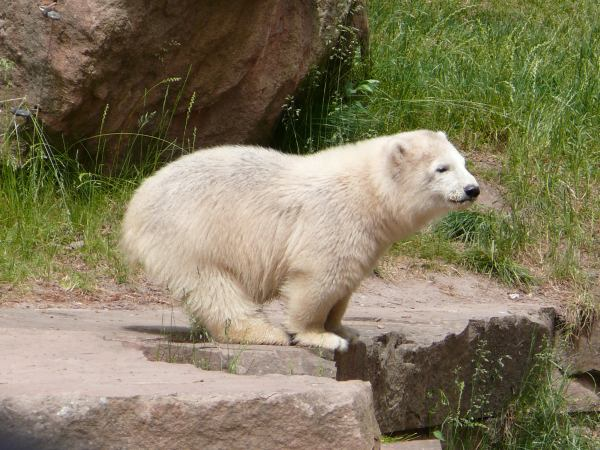
Flocke en su recinto el mes de mayo de 2008.

A la edad de seis meses, se informó que Flocke, que entonces se alimentaba mayoritariamente con  un kilo de carne de buey, verduras variadas y un litro de leche de cachorro al día, tenía el peso adecuado para su desarrollo normal, con 45 kg. El veterinario del zoo Bernard Neurohr también destacó el carácter goloso de la osa, diciendo que «a Flocke le entusiasma la uva, el melón, el kiwi y las peras», con una afición especial por los plátanos.
El Jefe del Programa de las Naciones Unidas para el Programa de las Naciones Unidas para el Medio Ambiente, Achim Steneir se convirtió en el padrino oficial de Flocke en mayo del 2008. Asumiendo este papel, Steiner reconoció los esfuerzos del zoo de Núremberg para la protección local del clima, afirmó que «estoy satisfecho que me hayan pedido ser el padrino del cachorro de oso polar de Núremberg, Flocke. Espero sinceramente que durante su vida seamos capaces de implantar una economía verde global».
En junio de 2008 se anunció una nueva campaña de carteles con Flocke; el objetivo era aumentar la conciencia pública de la capacidad de los individuos para proteger el clima de la Tierra. Patrocinado por el zoo de Núremberg junto con la Región Metropolitana de Núremberg, el cartel mostraba a Flocke con la frase «Klimaschutz beginnt vor Ort»'  ("La protección del clima empieza en casa"). El zoo también publicó un folleto de bolsillo, titulado «Pequeña guía para la protección del clima», y que enseñaba a los visitantes como reducir sus emisiones de dióxido de carbono. El zoo de Núremberg anunció en setiembre que había conseguido su visitante número un millón del año 2008 (dos meses antes que el año anterior). A pesar de que la venta de billetes en todo el año aumentaron gracias a la popularidad de Flocke, las cifras no se correspondieron con las grandes expectativas. Durante el mismo mes se anunció que el cachorro, que ya pesaba 60 kg, ya no tendría pausas para la comida en su estable, sino que permanecería todo el día en su recinto.

## Rasputín y la transferencia a Francia
En diciembre de 2008, un cachorro de oso polar macho de Moscú fue transferido al zoo de Núremberg para lo que se pensaba sería una estancia larga antes de que se le llevara definitivamente al zoo de Madrid. El macho, llamado Rasputín, y que en un principio había de quedarse en Alemania durante un año, compartió el recinto de Flocke. El zoo esperaba que Rasputín, que, a diferencia de Flocke había estado criado por su madre, enseñaría a su osezno célebre como interactuar con los miembros de su especie. Según una declaración de la ciudad, los osos «se portan de maravilla».
El 21 de octubre de 2009, la ciudad de Núremberg anunció que Flocke y Rasputín serían transferidos a un nuevo recinto en Marineland de Antibes, situado al sur de Francia, a principios del año 2010. A causa de la estrecha relación entre los dos osos adolescentes, expertos del Programa Europeo de Cría de Conservación (Programa Europeo de Especies en Peligro, o EEP) decidieron que hacía falta mantenerlos juntos. El recinto que dejaran libre en Núremberg será utilizado para que un oso macho de a la madre de Flocke, Vera, una nueva oportunidad de tener crías.